# Ciência e tecnologia em Portugal

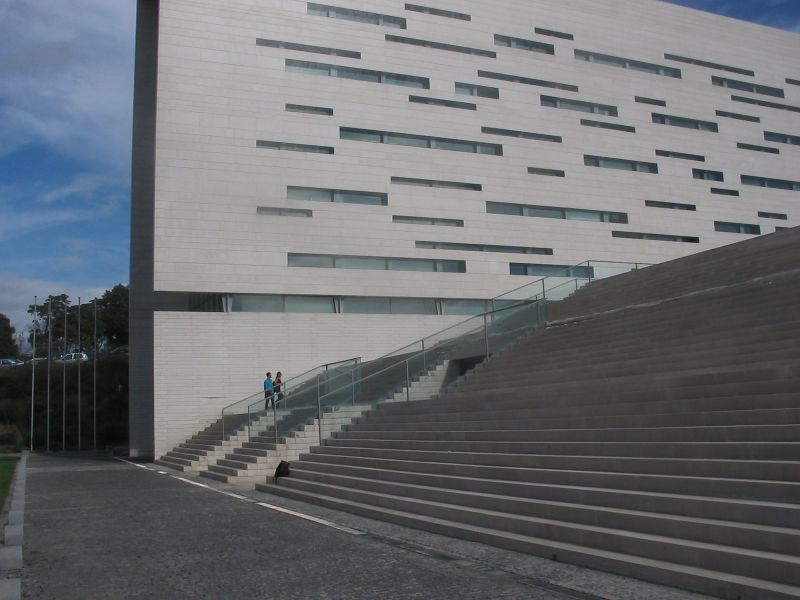
Edifício da Reitoria da Universidade Nova de Lisboa.

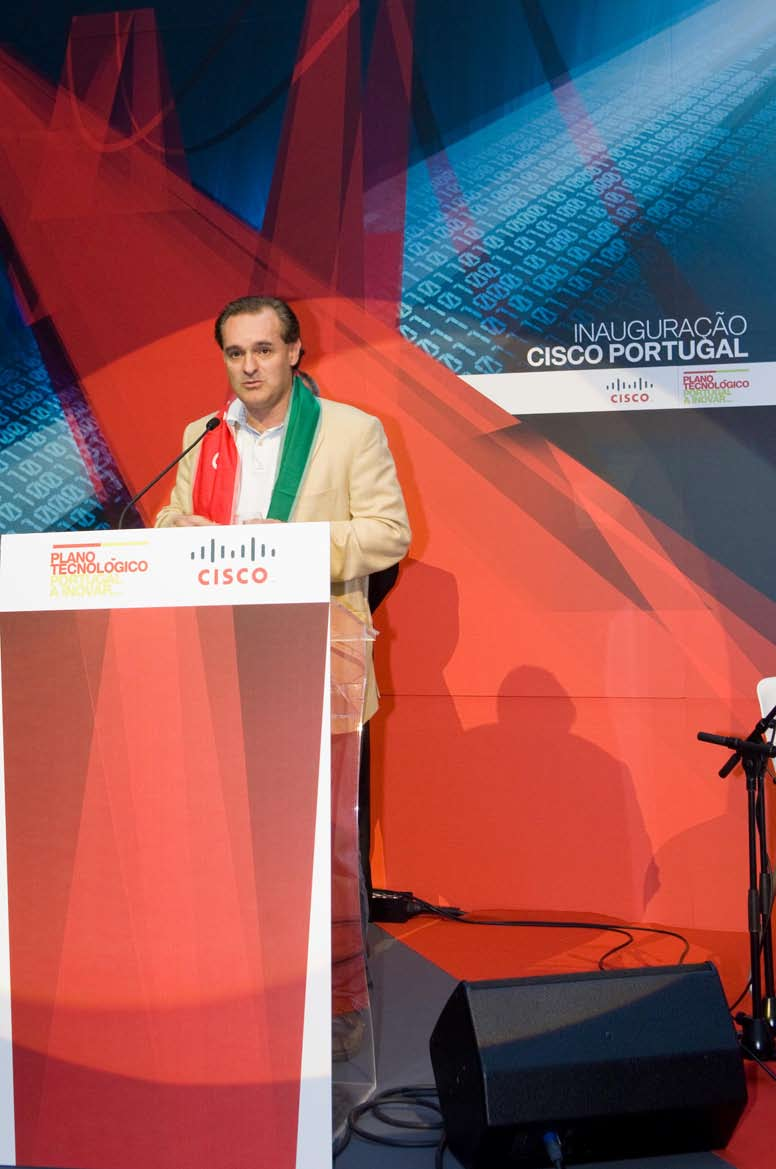
Hélder Fragueiro Antunes inaugurando a Cisco Portugal em Oeiras, 2008.

As actividades de investigação científica e tecnológica em Portugal são sobretudo conduzidas no âmbito de uma rede de unidades de I&D pertencentes a universidades públicas e estatais de gestão autónoma de investigação, em instituições como o INEGI — Instituto de Engenharia Mecânica e Gestão Industrial, INESC — Instituto de Engenharia de Sistemas e Computadores ou INETI - Instituto Nacional de Engenharia, Tecnologia e Inovação. O financiamento deste sistema de investigação é conduzido principalmente sob a autoridade do Ministério da Ciência, Tecnologia e Ensino Superior. As maiores unidades de I&D das universidades públicas, em número significativo de publicações, que alcançou o reconhecimento internacional, incluem instituições de investigação de biociências como o Instituto de Medicina Molecular, o Centro de Neurociências e Biologia Celular, o IPATIMUP, e o Instituto de Biologia Molecular e Celular. Dentre as universidades privadas, centros de investigação notáveis incluem o Laboratório de Expressão Facial da Emoção. Dos centros de investigação notáveis apoiados pelo Estado, está o Laboratório Internacional Ibérico de Nanotecnologia, um esforço de investigação conjunta entre Portugal e Espanha. Entre as maiores instituições não estatais está o Instituto Gulbenkian de Ciência e a Fundação Champalimaud, que atribui anualmente um dos mais elevados prémios monetários do mundo relacionado com a ciência. Uma série de empresas nacionais e multinacionais de alta tecnologia, são também responsáveis por projectos de investigação e desenvolvimento. Uma das mais antigas academias de Portugal é a Academia das Ciências de Lisboa.
Portugal fez acordos com várias organizações científicas europeias com vista à plena adesão. Estas incluem a Agência Espacial Europeia (ESA), o Laboratório Europeu de Física de Partículas (CERN), o ITER, e o Observatório Europeu do Sul (ESO). Portugal tem entrado em acordos de cooperação com o MIT (EUA) e outras instituições norte-americanas, a fim de desenvolver e aumentar a eficácia do ensino superior e de investigação em Portugal.